# Psilotreta tenuispina
Psilotreta tenuispina là một loài Trichoptera trong họ Odontoceridae. Chúng phân bố ở miền Ấn Độ - Mã Lai.